# Cerro del Tomate
Cerro del Tomate är en ort i Mexiko.   Den ligger i kommunen Huehuetla och delstaten Hidalgo, i den sydöstra delen av landet, 160 km nordost om huvudstaden Mexico City. Cerro del Tomate ligger 1 280 meter över havet och antalet invånare är 140.
Terrängen runt Cerro del Tomate är kuperad österut, men västerut är den bergig. Cerro del Tomate ligger uppe på en höjd. Runt Cerro del Tomate är det ganska tätbefolkat, med 104 invånare per kvadratkilometer. Närmaste större samhälle är Huehuetla, 3,5 km öster om Cerro del Tomate. I omgivningarna runt Cerro del Tomate växer i huvudsak städsegrön lövskog.